# Війна проти Рулів
Війна проти Рулів (англ. The War Against the Rull) — науково-фантастичний роман канадського письменника Альфреда ван Вогта, вперше опублікований 1959 року.
Роман є фіксапом шести оповідань про боротьбу землян проти раси Рул:
- Розділи 1-4: "Co-Operate - Or Else!" (квітень 1942)
- Розділ 5: новий текст
- Розділи 6-7: "Repetition" (also known as "The Gryb": квітень 1940)
- Розділи 8-13: "The Second Solution" (жовтень 1942)
- Розділи 14-16: "The Green Forest" (червень 1949)
- Розділи 17-19: "The Sound" (лютий 1950)
- Розділи 20: новий текст
- Розділи 21-25: "The Rull" (травень 1948)

Поєднуючи оповідання в роман, ван Фогт часто змінював сюжети або змінював головних героїв, щоб узгодити оригінальні непов'язані твори в спільний сюжет; «Війна проти Рулів» дуже характерний в цьому відношенні, оскільки три з шести оповідань були абсолютно не пов'язані з Рулами, і лише в двох із шести спочатку був головний герой доктор Тревор Джеймісон.

## Зміст
1-4: Тревор Джеймісон застряг у смертоносних джунглях на планеті Ерістан II разом із езвалом, 3-тонною шестиногою телепатичною істотою, схожою на ящера, яка не любить людей і хоче вигнати їх зі свого рідного світу, планети Карсона. Вирвавшись із космічного корабля, що розбився, Джеймісон і ворожий Езвал повинні подолати сотні миль джунглів, щоб пробратися до уламків, сподіваючись, що вони зможуть покликати на допомогу. Езвал і Джеймісон потребують допомоги один одного, щоб вижити, але перший не може дозволити другому залишити Ерістан II живим, оскільки він єдина людина, яка знає, що езвали розумні, а не звичайні тварини. Їхню подорож перериває поява крейсера, що належить Рулам, червоподібним створінням, непримиренно ворожим до всього розумного життя. Десант Рулів захоплює езвала, який відмовляється від свого плану залучити їх проти людей після зустрічі з ними віч-на-віч. З'являється земний лінкор і вступає в бій з крейсером Рулів; після того, як хижа рослина вбиває Рулів, Джеймісон дозволяє езвалу потрапити в його човник і відправляє їх обох у безпечне місце.
5: Джеймісон повертає езвала на планету Карсона, життєво важливу базу для військової оборони людей. Коли вони розлучаються, езвал відхиляє прохання Джеймісона, щоб езвал розробив механічну цивілізацію, здатну відбиватися від Рулів. Джеймісон виявляє подібну непримиренність у поселенців-людей, члени сімей яких були вбиті езвалами, і які розлючені його пропозицією повернути планету її корінним видам. Одна молода жінка каже йому, що придатний для життя супутник планети Карсона можна використовувати як базу, і пропонує оглянути його.
6-7: На супутнику Карсона Барбара Вітмен намагається вбити Джеймісона, залишаючи їх у ворожій пустелі. Під час походу назад у безпечне місце Джеймісон використовує свої навички виживання в дикій природі, щоб добути для них їжу та врятувати їх від хижака груба. Через кілька днів корабель знаходить і рятує їх.
8-13: Джеймісон наказав доставити самку езвала і її дитинча на Землю. Пошкоджений у бою, корабель, що перевозив езвалів, розбивається на Алясці; член екіпажу вбиває самку езвала, яка вбиває його, перш ніж померти. Дитинча встигає втекти, і його переслідують люди, які вважають, що він просто тварина. Джеймісон прибуває, коли військові наближаються, і йому вдається переконати юного езвала, що йому потрібно співпрацювати з людьми, щоб вони зрозуміли, що езвали — розумні істоти.
14-16: Джеймісон організовує проект на планеті Міра 23, щоб отримати рідину з місцевої форми життя, щоб створити біологічну зброю проти Рулів. Викраденого агентами Рула, його доставляють на Міру 23, де вони планують підставити керівника проекту за його вбивство. Його залишають у лісі, щоб смертоносна фауна планети вбила його, але агенти Рул гинуть від загрози, якої вони не очікували, а Джеймісона рятує його напарник.
17-19: У Сонячному місті на Землі будують гігантський космічний корабель у високозахищеному об'єкті, відомому як Верф. Як це прийнято у міських дітей, дев'ятирічний син Джеймісона Дідді йде з дому, щоб провести ніч, досліджуючи Верф, щоб знайти джерело всепроникного звуку, що виходить із них. Під час квесту, що тривав цілу ніч, його переслідують шпигуни та диверсанти Рула, які використовують його, щоб отримати доступ до ділянок Верфів, нібито захищених від Рулів біологічною зброєю, отриманою з Міри 23. За допомогою агентів контррозвідки, які спілкуються з ним телепатично через дитинча езвала, він заманює Рулів у будівлю, де вони не можуть використовувати свою органічну зброю, і вбиває їх усіх із наданого йому пістолета.
20: Джеймісон разом із дитинчам езвала відправляється на планету Плоя, щоб захопити одного з тубільців. Повністю створений з електромагнітних полів, плоянин викликає збій в електричних системах, тому Джеймісон повинен використовувати суто механічні пристрої для керування своїм кораблем. Завдяки телепатичним здібностям езвала він встановлює контакт із плоянцем, який погоджується допомогти йому в обмін на обіцянку повернути його додому.
21-25: Джеймісон вирушив прямо з Плої до Лаерта III, щоб провести попередній огляд планети як бази для операцій проти Рулів. Патрульний катер Рулів виводить його рятувальну шлюпку з ладу, але сам також був збитий. Після цього Джеймісон повинен вступити в битву з Рулом протягом десяти днів. За цей час йому вдається змусити Рула підсвідомо переконатися, що війна марна. Наприкінці Рул захоплює його, але плоянин звільняє його, і вони повертаються додому на рятувальному човні Рулів. Виявляється, що цей Рул був верховним лідером свого виду і справді вирішив деескалювати конфлікт.
26: В земному університеті перед початком війни агент Рулів працює, щоб повернути частину втраченої технології Рулів, а також саботує експерименти, вбиває студентів і загалом сіє хаос і плутанину, перш ніж покинути планету з низькою оцінкою людства.